# قاسم‌آق‌لی
قاسم‌آق‌لی (به لاتین: Qasımağlı) یک منطقه مسکونی در جمهوری آذربایجان است که در شهرستان گدابیگ واقع شده است.